# Dzoraghbyur
Dzoraghbyur (en arménien Ձորաղբյուր) est une communauté rurale du marz de Kotayk, en Arménie. Elle compte 2 159 habitants en 2008.